# Ӂ (слово ћирилице)
Ӂ ӂ (Ӂ ӂ; искошено: Ӂ ӂ) је слово ћириличног писма, које су створили совјетски лингвисти за ћирилизацију несловенских језика. Зове се Ж са бревом. Његов облик је изведен од ћириличног слова Ж (Ж ж) додатком бреве.

## Коришћење
Ж са бревом се користило или се и даље користи у следећим језицима:
| Језик                      | Изговор                                                       | Напомене |
| -------------------------- | ------------------------------------------------------------- | --- |
| Гагаушки језик (1957–1993) | звучна посталвеоларна африката, као изговор слова ⟨џ⟩ у "џем" | Одговара ⟨c⟩ у латиници. Коришћено за гагаушку азбуку, које је избачено 1993. године и више се не користи.                                                                    |
| Молдавска азбука           | звучна посталвеоларна африката, као изговор слова ⟨џ⟩ у "џем" | Одговара ⟨g⟩ прије предњих самогласника у латиници; the румунском ћирилично слово Џ се користило за случајн звук до XIX века. Коришћено за молдавску азбуку румунског језика. |

Ж са бревом одговара диграфима у другим азбукама ⟨дж⟩ или ⟨чж⟩, или словима попут:
- Ҷ ҷ (Ч са силазницом) (Ҷ ҷ)
- Ҹ ҹ (Ч са вертикалном цртицом (Ҹ ҹ)
- Џ (Џ џ)
- Ӌ (какашко Ч) (Ӌ ӌ);
- Ӝ (Ж са дијарезом) (Ӝ ӝ);
- Җ (Ж са силазницом) (Җ җ).

## Рачунарски кодови
| Знак                      | Ӂ                                      | Ӂ                                      | ӂ                                    | ӂ                                    |
| ------------------------- | -------------------------------------- | -------------------------------------- | ------------------------------------ | ------------------------------------ |
| Назив у Уникоду           | CYRILLIC CAPITAL LETTER ZHE WITH BREVE | CYRILLIC CAPITAL LETTER ZHE WITH BREVE | CYRILLIC SMALL LETTER ZHE WITH BREVE | CYRILLIC SMALL LETTER ZHE WITH BREVE |
| Врста кодирања            | децимална                              | хексадецимална                         | децимална                            | хексадецимална                       |
| Уникод                    | 1217                                   | U+04C1                                 | 1218                                 | U+04C2                               |
| UTF-8                     | 211 129                                | D3 81                                  | 211 130                              | D3 82                                |
| Нумеричка референца знака | &#1217;                                | &#x4C1;                                | &#1218;                              | &#x4C2;                              |

## Слична слова
- Ҹ ҹ : Ч са вертикалним потезом.
- Џ џ : Ћириличко слово Џ.
- Ӌ ӌ : Ћириличко слово Какашко Џ.
- Ӝ ӝ : Ћириличко слово Ж са дијарезом.
- Җ җ : Ћириличко слово Ж са силазницом.
- Ģ ģ : Латиничко слово  Ģ.
- Dž dž : Латиничко дијаграф D и Z са кароном.
- Ч ч : Ћириличко слово Ч.
- Ж ж : Ћириличко слово Ж.
- Č č : Латиничко слово C са кароном.
- Ž ž : Латиничко слово Z са кароном.